# 글리나

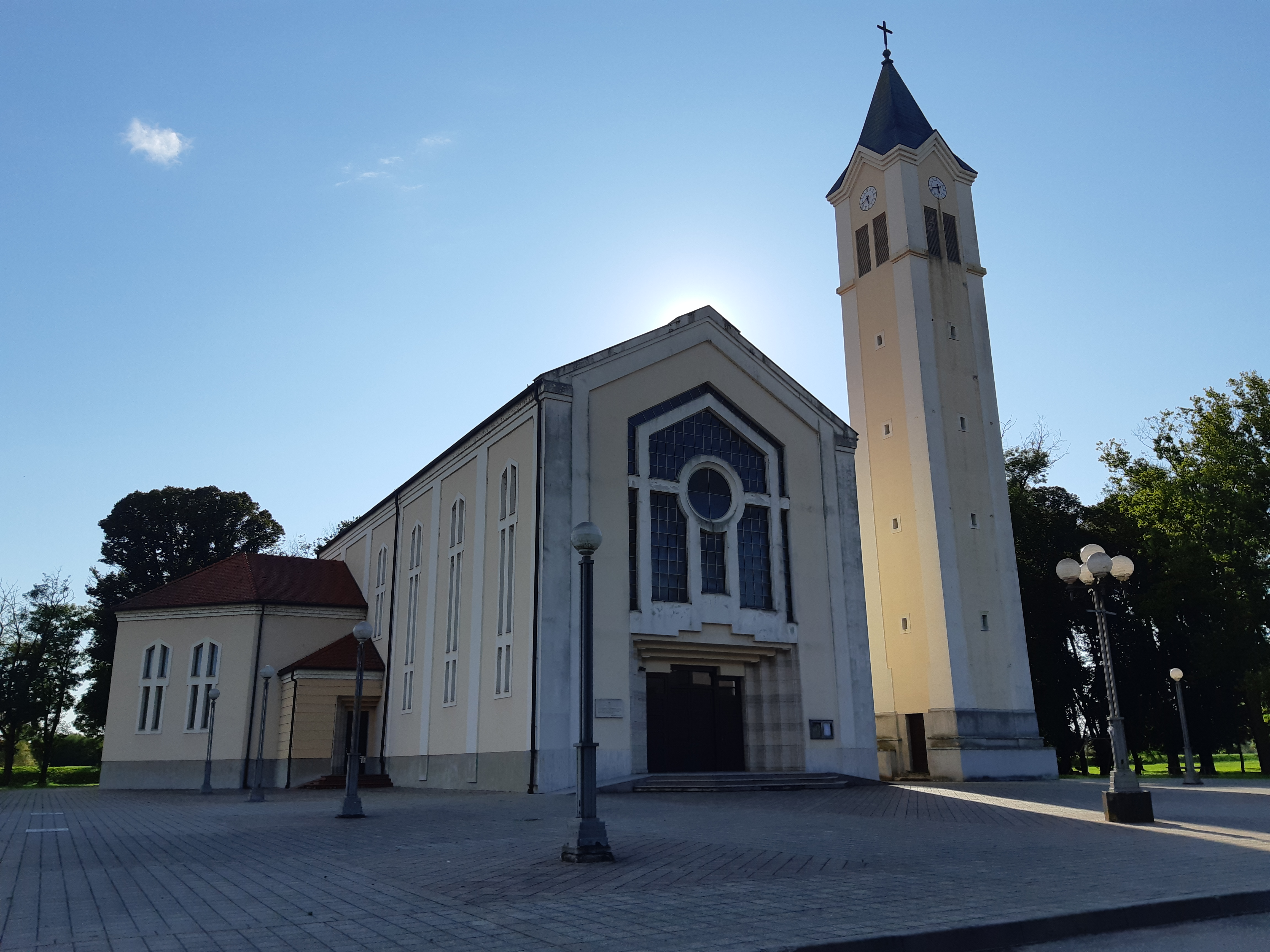
글리나에 있는 크로아티아 가톨릭 성 얀 네포무츠키 교회

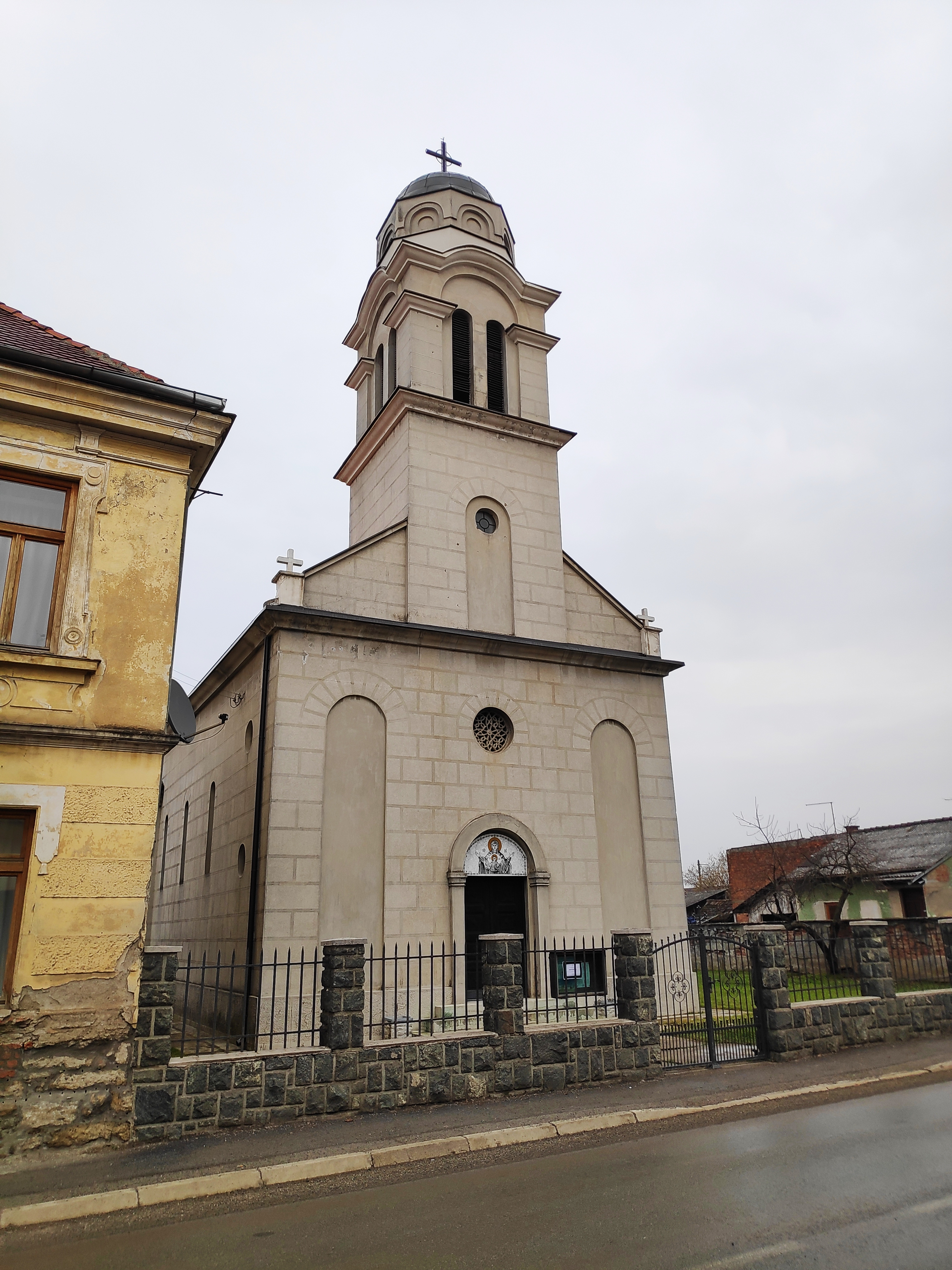
글리나에 있는 세르비아 동방정교회 건물

글리나(크로아티아어: Glina)는 크로아티아 중부에 있는 마을로 시사크모슬라비나주의 페트리냐와 시사크의 남서쪽에 있다. 이 도시는 동명의 글리나강가에 있다.

## 역사

### 초기
글리나는 1284년 6월 1일 서적에서 처음 언급된다. 훗날 1737년 9월 오스만 제국의 위협이 가해지자 크로아티아 사보르가 글리나에서 회의를 열었다. 또한 요시프 옐라치치가 튀르크가 위협하는 기간 동안 군사 국경 지대 사령관이 되었을 때 주둔지이기도 했다.

### 제2차 세계 대전
제2차 세계 대전 기간 글리나는 추축국이 유고슬라비아 침공의 결과로 세운 크로아티아 독립국에 편입되었다. 1941년 글리나에서는 두 차례 우스타샤의 세르브인 학살이 있었다. 1941년 5월 11일 밤, 우스타샤는 직업이나 계급에 관계없이 16세 이상의 세르브인 남성들을 체포했다. 남성들은 먼저 이전 헌병대 건물의 작은 수용 구역에 수감되었다. 5월 12일 밤엔 우스타샤가 두 명씩 묶여 트럭에 실려 큰 구덩이로 끌려가 대부분 총으로 살해되었다. 역사가 슬라브코 골드스타인은 총 "300명 이상, 400명 미만"이 살해되었다고 기록했다.
또 다른 학살은 7월 30일부터 8월 2일 사이 발생했다. 700명의 세르비아인들이 강제 개종의 위협 아래 모여 현지 세르비아 정교회 건물 안에서 처형되었다. 이 학살의 날짜와 희생자 수는 출처마다 다르다. 이탈리아 보고서에 따르면 전쟁 중 글리나 지역에서 총 18,000명 이상의 세르비아인이 살해되었다. 유고슬라비아 파르티잔은 1943년 11월 후반 글리나와 흐라스토비차를 공격했다. 이 위치는 덴마크 제11SS자원기갑척탄병사단 노르트란트의 지원을 받는 나치 독일군이 점령하고 있었다. 파르티잔은 1944년 1월 11일 마을을 해방시키고 진입했다.

### 사회주의 유고슬라비아
전쟁이 끝난 후 1964년, 바니야와 코르둔 지역의 7월 파시스트 테러 희생자 기념관 건설 위원회는 마침내 기념관을 건설하기 위해 유고슬라비아 인민해방전쟁 참전용사 협회(SUBNOR)에 요청서를 보냈는데, 이는 그렇게 하지 못하는 것이 특히 이 지역 사람들의 형제애와 통일에 영향을 미치고 있었기 때문이다. 이후 파괴된 정교회 터에 기념관이 건설되었고 1985년 집행위원회는 "우스타샤가 1941년 8월 2일 글리나 주변에서 약 1,200명의 세르비아인을 학살했다"는 내용의 박물관 상설 전시를 만드는 데 도움을 요청하며, 이는 크로아티아 독립국의 세르브인 집단학살의 시작을 알린 것이라고 언급했다.

### 유고슬라비아 전쟁
1991년 초여름, 크로아티아군과 세르브인 반군 사이에 첫 주요 무장 충돌이 글리나 지역에서 발생했다. 크로아티아 독립 선언 다음 날인 6월 26일, 무장한 세르비아인 단체가 지역 경찰서를 공격했다. 두 번째 무장 공격은 한 달 후인 7월 26일에 이어졌다. 세르비아 민병대는 갈등에서 크로아티아인들을 인간 방패로 사용한 것으로 알려졌다. 양측의 민간인들이 글리나에서의 전투 결과로 사망했다. 크로아티아 경찰과 크로아티아 국가방위군 부대는 철수해야 했고, 글리나(주키나츠 포함)에서 온 크로아티아인들은 글리나 북쪽에 당시 자유였던 돈지와 고르니비두셰바츠 마을로 피난했다. 이후 글리나는 유고슬라비아 인민군과 세르비아 반군이 완전 점령했다. 글리나와 주변 지역에 남아 있던 비세르브계 주민들은 대부분 추방되었고, 많은 사람들은 수용소로 끌려갔다. 전쟁 중 세르브인들은 쿠파강까지 영토를 점령했으며, 이후 노보셀로글린스코 학살과 스탄코브치, 부치치 지역에서 민간인에 대한 많은 범죄가 발생했다. 1995년, 훗날 세르비아의 대통령이 되는 알렉산다르 부치치는 글리나에서 회의를 열어 글리나가 절대 크로아티아 하에 놓게 되지 않을 것이라고 말하면서 대세르비아에 합류하자고 주장했다. 총 396명의 크로아티아 민간인과 병사가 전쟁 중 글리나에서 사망했다. 1995년 8월 6일, 폭풍 작전 중 크로아티아군이 글리나를 탈환했다. 동시에 대부분의 세르비아인들은 밖으로 도피했다. 2015년 12월, 작전 중 사망한 세르비아 민간인과 병사 56명의 시신이 고르네 셀리슈체 지자체의 공동묘지에서 발굴되었다.

### 현대
글리나 지역은 2020년 페트리냐 지진으로 막대한 피해를 입었다.

## 인구 통계
틀:Croatian population data graph
| 인구 조사 연도 | 총 합  | 크로아트인      | 세르브인        | 유고슬라비아인 | 기타        |
| -------------- | ------ | --------------- | --------------- | -------------- | ----------- |
| 2011           | 9,283  | 6,468 (69.68%)  | 2,549 (27.46%)  | 0 (0%)         | 266 (2.86%) |
| 2001           | 9,868  | 6,712 (68%)     | 2,829 (29%)     | 0 (0%)         | 327 (3.31%) |
| 1991           | 23,040 | 8,041 (34,90%)  | 13,975 (60.65%) | 473 (2.05%)    | 551 (2.39%) |
| 1981           | 25,079 | 8,961 (35.73%)  | 14,223 (56.71%) | 1,580 (6.30%)  | 315 (1.26%) |
| 1971           | 28,336 | 10,785 (38.06%) | 16,936 (59.77%) | 381 (1.34%)    | 234 (0.83%) |
| 1961           | 27,747 | 9,152 (33.31%)  | 18,388 (66.93%) | 60 (0.22%)     | 147 (0,53%) |

위 조사는 행정 구획 변경 이전 더 큰 지자체였던 당시 집계한 조사이다. 일부 인구 조사에서는 사람들이 자신을 유고슬라비아인(세르비아인 또는 크로아티아인이 아님)으로 기재했다.
| 인구 조사 연도 | 총    | 크로아티아인   | 세르비아인     | 유고슬라비아인 | 기타        |
| -------------- | ----- | -------------- | -------------- | -------------- | ----------- |
| 2001           | 3,116 | 2,315 (74.29%) | 643 (20.64%)   | 0 (0%)         | 158 (5.07%) |
| 1991           | 6,933 | 1,448 (20.88%) | 4,831 (69.68%) | 362 (5.22%)    | 352 (5.08%) |
| 1981           | 5,790 | 1,262 (21.79%) | 3,531 (60.98%) | 870 (15.02%)   | 127 (2,19%) |
| 1971           | 4,558 | 1,394 (30.58%) | 2,873 (63.03%) | 193 (4.23%)    | 98 (2.15%)  |
| 1961           | 2,412 | 884 (36.65%)   | 1,425 (59.08%) | 33 (1.37%)     | 70 (2.90%)  |
| 1948           | 2,098 | 1,126 (53.67%) | 930 (44.33%)   | 0 (0%)         | 42 (2%)     |

### 정착촌
글리나의 행정 구역에 속한 정착촌의 총 인구는 9,283명(2011년 인구 조사)이며, 다음을 포함한다.
- 발리나크, 인구 69명
- 바투리, 인구 0명
- 비옐레 보데, 인구 67명
- 비슈차노보, 인구 0명
- 보이나, 인구 28명
- 보로비타, 인구 17명
- 브레스티크, 인구 76명
- 브레조보폴레, 인구 24명
- 브르니우슈카, 인구 13명
- 브루브노, 인구 4명
- 부제타, 인구 67명
- 다브리나, 인구 86명
- 데스니데고이, 인구 86명
- 돌냐키, 인구 102명
- 도냐부치차, 인구 54명
- 도냐트르스테니차, 인구 0명
- 돈예야메, 인구 22명
- 돈예셀리슈체, 인구 109명
- 돈예타보리슈테, 인구 40명
- 돈지클라스니치, 인구 90명
- 돈지셀코바츠, 인구 1명
- 돈지비두셰바츠, 인구 179명
- 드라고티나, 인구 149명
- 드레노바츠반스키, 인구 74명
- 드보리슈체, 인구 99명
- 글리나, 인구 4,680명
- 고르냐부치차, 인구 128명
- 고르네야메, 인구 0명
- 고르네셀리슈체, 인구 55명
- 고르네타보리슈테, 인구 56명
- 고르니클라스니치, 인구 41명
- 고르니셀코바츠, 인구 0명
- 고르니비두셰바츠, 인구 468명
- 그라차니차시시네치카, 인구 24명
- 하제르, 인구 50명
- 하치치, 인구 32명
- 일로바차크, 인구 93명
- 요셰비차, 인구 37명
- 키할라츠, 인구 50명
- 코자페로비차, 인구 46명
- 마야, 인구 168명
- 마이스케폴랴네, 인구 196명
- 마이스키트르트니크, 인구 36명
- 말라솔리나, 인구 15명
- 말리그라다츠, 인구 143명
- 말리오블랴이, 인구 34명
- 마린브로드, 인구 93명
- 마르티노비치, 인구 71명
- 몸칠로비차코사, 인구 36명
- 노보셀로글린스코, 인구 118명
- 프레코파, 인구 143명
- 프리예카, 인구 57명
- 라브노라슈체, 인구 129명
- 로비슈카, 인구 46명
- 스켈라, 인구 41명
- 슬라티나포쿱스카, 인구 88명
- 스탄코바츠, 인구 24명
- 스브라치차, 인구 44명
- 샤셰바, 인구 26명
- 샤토르냐, 인구 176명
- 시비네, 인구 28명
- 트르노바츠글린스키, 인구 31명
- 트르트니크글린스키, 인구 14명
- 투르체니차, 인구 0명
- 벨리카솔리나, 인구 69명
- 벨리키그라다츠, 인구 126명
- 벨리키오블랴이, 인구 22명
- 블라호비치, 인구 73명
- 잘로이, 인구 20명

## 정치

### 소수 민족 평의회 및 대표
직접 선출된 소수 민족 평의회 및 대표는 소수 민족의 권리와 이익, 공공 생활에서의 통합, 지방 사무 관리 참여를 옹호하는 지방 또는 지역 정부 자문 업무를 담당한다. 2023년 크로아티아 소수 민족 평의회 및 대표 선거에서 세르브계 크로아티아인은 글리나 마을의 소수 민족 평의회 의원 15명을 선출할 법적 요구 사항을 충족했다.

## 스포츠
1937년에 크로아티아 등산 협회의 지역 지부인 HPD "Petrova Gora"가 설립되었다. 스체판 프르피치를 회장으로 하여 회원 수가 24명이었다.:244 1938년에는 회원 수가 29명으로 늘어났다.:244

## 글리나 출신 유명 인물
- 나트코 데브치치 - 크로아티아 작곡가
- 슬라브코 히르스츠흐 - 크로아티아 의사
- 즐라트코 슐렌티치 - 크로아티아 화가
- 브란카 박시치 미티치 - 인도주의 활동가 및 글리나 부시장
- 스테판 하이딘 - 세르비아 프로 축구 선수

## 참고 문헌
- Goldstein, Slavko (2013). 《1941: The Year That Keeps Returning》. New York Review of Books. ISBN 978-1-59017-700-6. 2023년 8월 14일에 원본 문서에서 보존된 문서. 2021년 3월 30일에 확인함.